# Fran Mohorič
Fran Mohorič, slovenski pravnik, pesnik in kulturni delavec, * 7. oktober 1866, Stročja vas, † 16. januar 1928, Ljubljana.
Fran Mohorič se je rodil v Stročji vesi  pri Ljutomeru kot sin posestnika in mlinarja (njegova mati je bila bližnja sorodnica S. Vraza). Prve 3 razrede gimnazije  (1880–1883) je dokončal na Ptuju, 4. razr. v Mariboru, zadnje tri z maturo pa v Celju (1888). Pravo je študiral v Gradcu kjer je 1893 diplomiral. Od 1. avgusta 1893 do 1. aprila 1895 je bil v odvetniški praksi pri dr. Sernecu v Celju, nato je prestopil iz odvetniških vrst predvsem zaradi tega ker je manjkalo slovenskih sodnikov, v sodno službo v Celju in nato novembra 1897 postal pristav (sodnik) v Idriji. Kot sodnik je služboval še v Gornjem Gradu in Ormožu; tu se je leta 1903 zapletel v spor zaradi slovenskih nacionalnih pravic. Od 1908 je delal na okrajnem sodišču v Ljubljani.
Mohorič je že od leta 1899 v avstrijskih, hrvaških in slovenskih pravniških revijah objavljal članke (registrranih nad 100) o vprašanjih sodne prakse, zlasti s področja civilnega in kazenskega prava. Leta 1919 ob ustanovitvi Univerze v Ljubljani ni dobil mesta na PF, pač pa je bil še istega leta izbran za privatnega docenta za civilni postopek v Zagrebu, kjer je predaval do smrti.

## Pisanje in zanimanje
Mohorič je imel tri hčere s Kamilo Baš. Med njimi je tudi pisateljica Milena Mohorič. Vse jih je podpriral pri izobrazbi. Zanimal se je za mnoge teme kot so literarna zgodovina,poezija, jezikoslovje in filozofija. Tako se je poleg pravne vede Mohorič že v dijaških letih bavil s pesništvom in petjem. Imel je izredno razvit posluh za rime in glasbo. Z lahkoto je izražal vsako misel v verzih. Pod psevdonimom Miran Brankov je izdal 1916 svojo prvo zbirko Pesnitve. Leta 1925 in 1926 je izdal in sam založil še 4 zvezke Pesnitev, ki so obsegale nasledne naslove: Zvonice, Zvanice, Poslanice  Prirodnice. Mohorič izdaje teh zvezkov ni izročil knjigotrštvu, tako da so že prava književna redkost. Mohoričeva poezija je lahka, pretecno lirična. Iz nje odseva romantičnost domačega kraja in narodna pesem Slovenskih goric. Brez globljega razglabljanja opeva ljubezen, dom, naravo in živali.Izdal je tudi pesmi Fanice Hausmannove in pisal o življenju Josipine Turnograjske. Vedno se je zavzemal za pravice žensk in njegova delovna narava je bila občudovanja vredna.  